# Javier Del Pino
Javier Del Pino González (Madrid, 10 luglio 1980) è un ex calciatore spagnolo, di ruolo attaccante.

## Carriera
È cresciuto nella cantera dell'Atlético Madrid ed ha esordito in prima squadra nel 2002.
Dal 2002 al 2005 ha giocato con lo Xerez, per poi trasferirsi al Numancia, con cui ha giocato in Primera División nella stagione 2008-2009.
Si è ritirato nel 2016, dopo 11 anni nel club rossoblù.